# Ольговка (Северо-Казахстанская область)
Ольговка (каз. Ольговка) — село в Жамбылском районе Северо-Казахстанской области Казахстана. Входит в состав Майбалыкского сельского округа. Код КАТО — 594649500.

## География
Расположено около озера Избасар. В 1 км к востоку от села находится озеро Стрелецкое, в 3 км к юго-западу — озеро Коржынколь, в 4 км к юго-востоку — озеро Кривое, в 7 км к востоку — озеро Конаклайсор.

## Население
В 1999 году население села составляло 356 человек (175 мужчин и 181 женщина). По данным переписи 2009 года, в селе проживало 236 человек (124 мужчины и 112 женщин).